# تب (ترانه کسکادا)
«تب» (به انگلیسی: Fever) تک‌آهنگی از کسکادا است که در ۹ اکتبر ۲۰۰۹ منتشر شد.
این تک‌آهنگ در چارت‌های ، جزو ده ترانه اول قرار گرفت.